# Akutbil

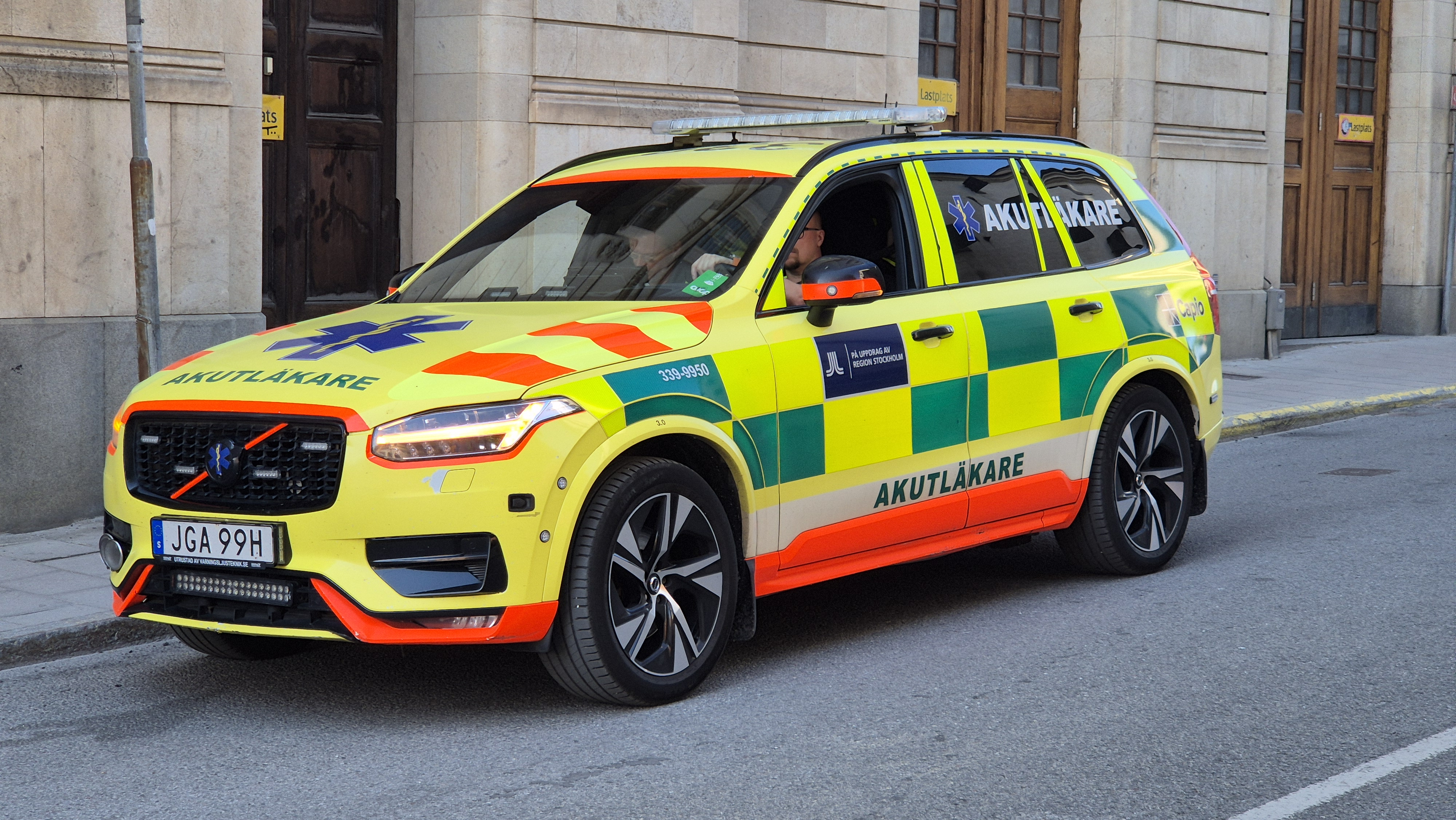
Akutbil i Stockholm (Volvo XC90).

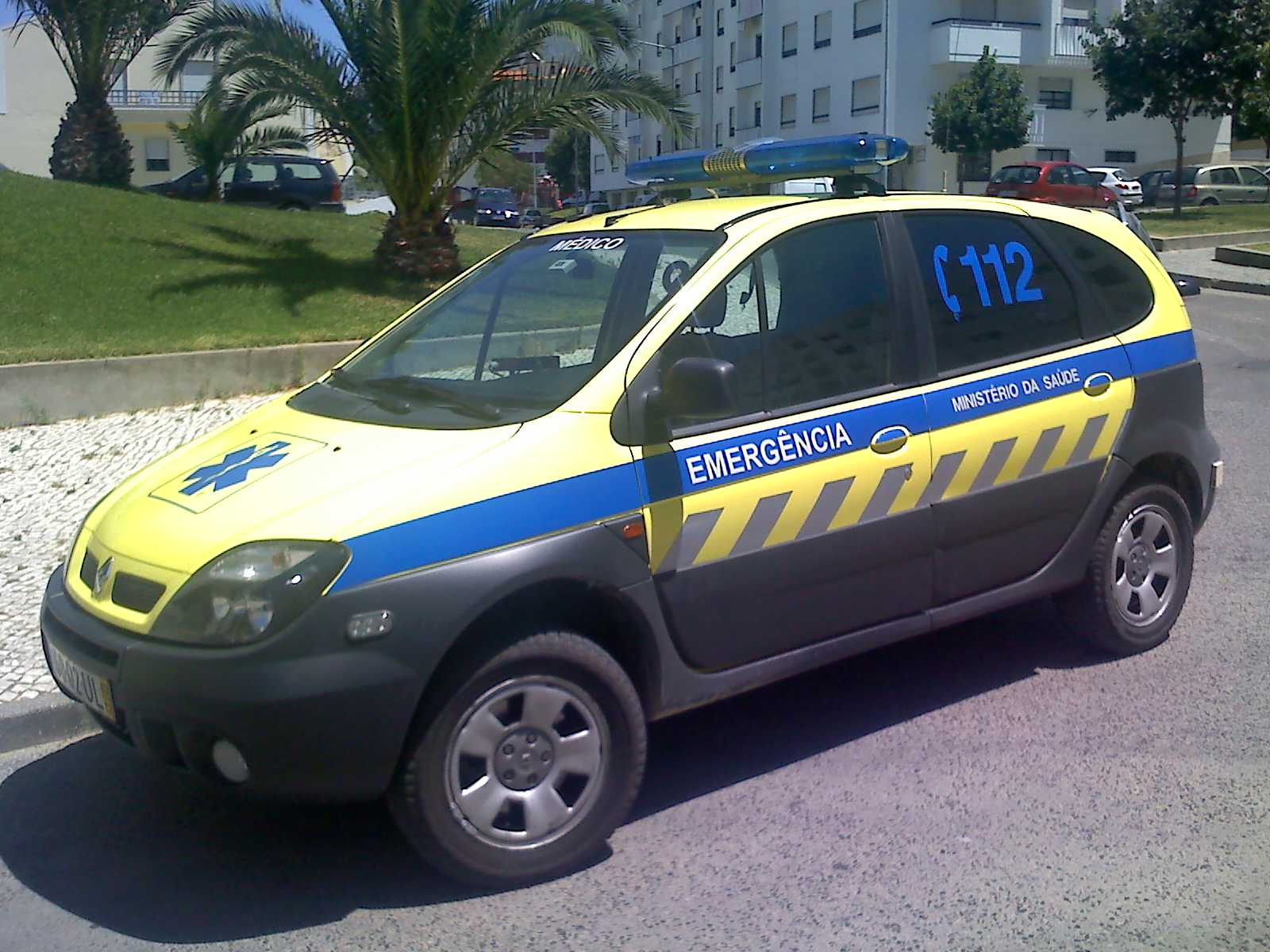
Akutbil i Portugal

En akutbil är en personbil registrerad som ett utryckningsfordon, utrustad med ljudsirener och blå varningsljus. Denna samarbetar med ambulansen och rycker ut vid större olyckor, svåra fall med mera. Den transporterar normalt inga patienter, utan är enbart till för att kunna påbörja akutvård på en olycksplats.
Akutbilen kan till exempel vara bemannad av en anestesisköterska och en ambulanssjukvårdare. På andra håll medföljer även narkosläkare.